# Sinegèrga
Sénezergues és un municipi francès situat al departament de Cantal i a la regió d'Alvèrnia-Roine-Alps. L'any 2007 tenia 193 habitants.

## Demografia

### Població
El 2007 la població de fet de Sénezergues era de 193 persones. Hi havia 72 famílies de les quals 19 eren unipersonals (8 homes vivint sols i 11 dones vivint soles), 30 parelles sense fills i 23 parelles amb fills.
La població ha evolucionat segons el següent gràfic:
Habitants censats

### Habitatges
El 2007 hi havia 141 habitatges, 85 eren l'habitatge principal de la família, 47 eren segones residències i 9 estaven desocupats. 138 eren cases i 2 eren apartaments. Dels 85 habitatges principals, 78 estaven ocupats pels seus propietaris, 5 estaven llogats i ocupats pels llogaters i 3 estaven cedits a títol gratuït; 6 tenien dues cambres, 10 en tenien tres, 15 en tenien quatre i 54 en tenien cinc o més. 69 habitatges disposaven pel capbaix d'una plaça de pàrquing. A 40 habitatges hi havia un automòbil i a 36 n'hi havia dos o més.

### Piràmide de població
La piràmide de població per edats i sexe el 2009 era:
| Homes | Edats   | Dones |
| ----- | ------- | ----- |
| 0     | 95 o +  | 4     |
| 0     | 90 a 94 | 0     |
| 0     | 85 a 89 | 0     |
| 8     | 80 a 84 | 0     |
| 20    | 75 a 79 | 8     |
| 8     | 70 a 74 | 16    |
| 8     | 65 a 69 | 8     |
| 8     | 60 a 64 | 0     |
| 4     | 55 a 59 | 12    |
| 12    | 50 a 54 | 4     |
| 16    | 45 a 49 | 8     |
| 8     | 40 a 44 | 4     |
| 0     | 35 a 39 | 8     |
| 4     | 30 a 34 | 0     |
| 16    | 25 a 29 | 4     |
| 4     | 20 a 24 | 0     |
| 0     | 15 a 19 | 8     |
| 4     | 10 a 14 | 4     |
| 0     | 5 a 9   | 0     |
| 0     | 0 a 4   | 0     |

## Economia

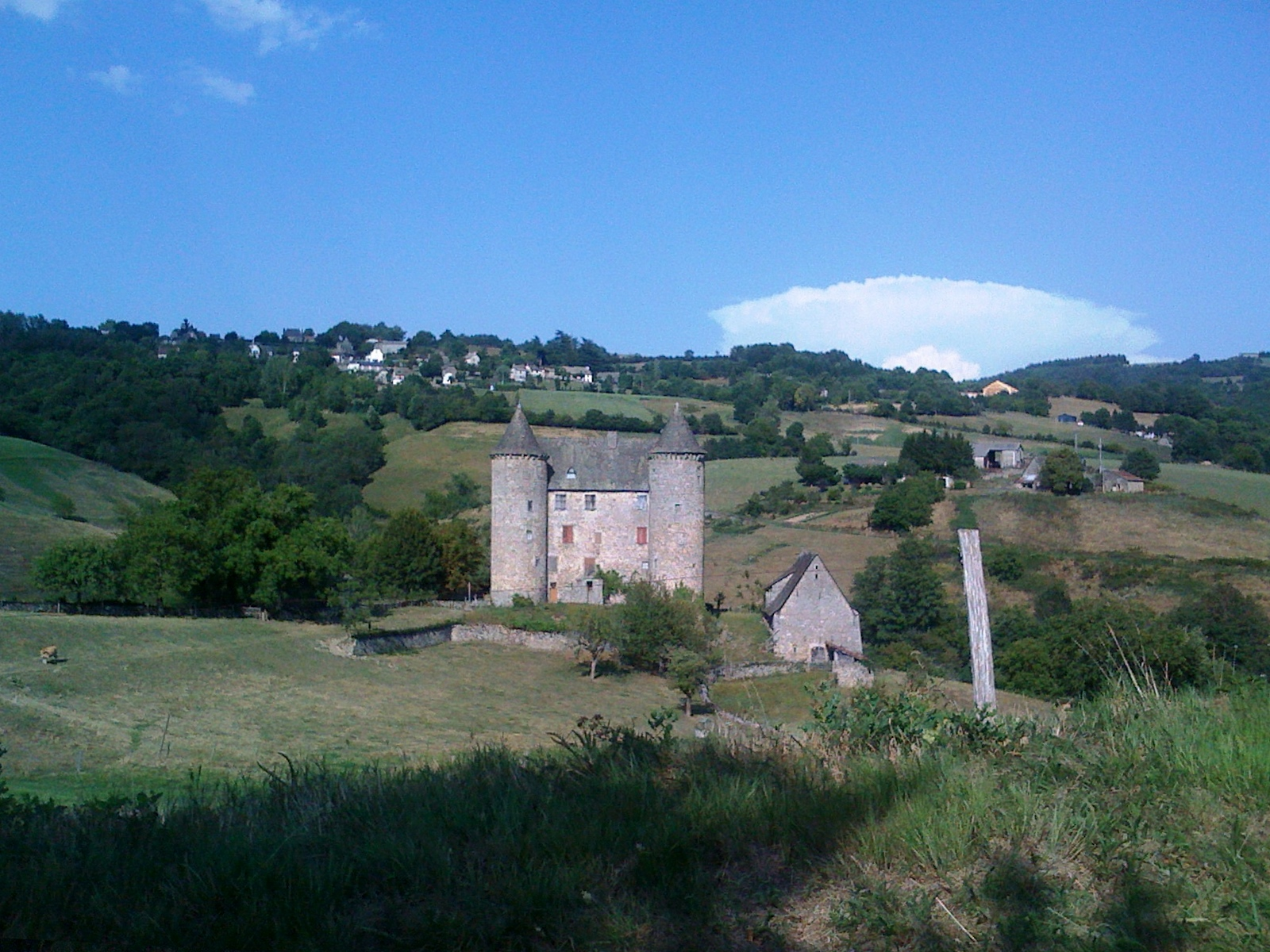
Senezergues

El 2007 la població en edat de treballar era de 113 persones, 86 eren actives i 27 eren inactives. De les 86 persones actives 84 estaven ocupades (51 homes i 33 dones) i 2 estaven aturades (1 home i 1 dona). De les 27 persones inactives 16 estaven jubilades, 5 estaven estudiant i 6 estaven classificades com a «altres inactius».

### Ingressos
El 2009 a Sénezergues hi havia 88 unitats fiscals que integraven 192 persones, la mediana anual d'ingressos fiscals per persona era de 13.879 €.

### Activitats econòmiques
Dels 11 establiments que hi havia el 2007, 1 era d'una empresa extractiva, 1 d'una empresa alimentària, 4 d'empreses de construcció, 2 d'empreses de comerç i reparació d'automòbils, 1 d'una empresa d'hostatgeria i restauració, 1 d'una entitat de l'administració pública i 1 d'una empresa classificada com a «altres activitats de serveis».
Dels 5 establiments de servei als particulars que hi havia el 2009, 2 eren paletes, 1 guixaire pintor, 1 fusteria i 1 restaurant.
L'any 2000 a Sénezergues hi havia 33 explotacions agrícoles que ocupaven un total de 1.242 hectàrees.

## Poblacions més properes
El següent diagrama mostra les poblacions més properes.